# Bida (islam)
Bida (arab. بدعة nowość) – wprowadzenie obcych elementów do islamu; także – twierdzenie, że w islamie są braki lub nadmiar, rzeczy niepotrzebne, z których można zrezygnować. Termin przyjęty został najpierw w kręgach szyickich i charydżyckich w VII w., potem zaadaptowała go do swoich potrzeb cała teologia islamu. Tradycjonaliści muzułmańscy, uznając bidę za herezję wypaczającą ideę czystego islamu, od wieków toczą z nią walkę. Tak na przykład teolog i znawca prawa Ibn Tajmijja, głosząc konieczność powrotu do źródeł islamu, dążył do oczyszczenia go z wszelkich późniejszych dodatków.